# Acid Green 22
C.I. Acid Green 22 (Alkaliechtgrün 10G) ist eine chemische Verbindung aus der Gruppe der Triphenylmethanfarbstoffe und der Säurefarbstoffe, die als Lebensmittelfarbstoff verwendet wurde.

## Eigenschaften
Das lichtempfindliche, Hitze- und Säure-, aber nur wenig Alkali-beständige Pulver, das sich in Wasser mit grüner Farbe (λmax 666 nm) löst, war bis zur Änderung der ZZulV 1998 in Deutschland zum Färben von Eierschalen und von (falschem) Ostergras zugelassen.